# Secamone elegans
Secamone elegans är en oleanderväxtart som beskrevs av J. Klackenberg. Secamone elegans ingår i släktet Secamone och familjen oleanderväxter. Inga underarter finns listade i Catalogue of Life.